# Severino de Nórico
Severino (Roma, c. 410 - Nórico, 482)  fue predicador y abad, considerado santo de la Iglesia católica caracterizado por su importante labor evangelizadora y civilizadora en la región del Danubio, durante la época de las invasiones bárbaras.

## Vida
Gran parte de la vida de Severino la conocemos gracias a lo escrito por su discípulo Eugipio y llega con el filtro de la hagiografía. En su intento de buscar la perfección cristiana, Severino se retiró a la vida eremítica en un desierto de Oriente. Aunque a mediados del siglo V, a raíz de la muerte de Atila, abandonó su retiro para estar junto a los que habían quedado abatidos por los ataques de los hunos. Severino llegó hasta la provincia romana del Nórico -entre las actuales Baviera y Hungría- cuando aquella región inhóspita se conmovía trágicamente contra las embestidas en aluvión de los pueblos bárbaros en las últimas resistencias imperiales.
El primer campo de su acción fue la ciudad de Asturis, en una de las orillas del Danubio. Allí vivió una existencia retirada hasta que se le vio llamando a penitencia a sacerdotes y pueblo. Les habló de la necesidad de cambiar de vida antes de que sufrieran una invasión, la cual vaticinó en vano como inminente. La insistencia del santo romano fue inútil, por lo que, después de señalar a un buen anciano que le hospedó el día y la hora en que se cumplirían sus predicciones, partió para Comagenis, plaza fuerte cercana a Asturis. Comagenis ya había caído en manos bárbaras, pero otros pueblos amenazaban con nuevo sitio y matanza. Por ello también les conminó al cambio de vida. Cuando empezaban los oyentes a discutir las razones del santo, un hombre huido de la destrucción de la vencida Asturis les dio testimonio del cumplimiento de las palabras de Severino. "Nada de esto hubiera sucedido de haber dado oídos al santo varón que nos lo anunciaba". Y señaló al monje predicador: "Este es el que quiso librarnos". Finalmente, los habitantes de Comagenis resolvieron dedicar tres días a la oración, tras los cuales un terremoto hizo huir a los bárbaros y libró a la ciudad del saqueo. La fama de Severino corrió rápidamente y de nuevo encontró motivo en los prodigios que obró en Favianis que, bloqueada por los hielos la navegación fluvial, perecía de hambre. También con la oración y penitencia logró Severino que se fundieran los ríos helados y, así, desde Retia llegaron los navíos salvadores.
En Kuntzing, donde el Danubio hacía tremendos destrozos con sus riadas y su iglesia, edificada extramuros de la ciudad, sufría aún mayores daños, Severino ordenó que se hiciese la señal de la cruz sobre el pavimento del templo y habló así al río: No te deja mi Señor Jesucristo traspasar este signo. Y el Danubio dejó de desbordarse.
Severino cristianizó las orillas del Danubio desde Viena a Passau, fortaleciendo la fe de los indígenas, amansando sorprendentemente a los feroces guerreros que cruzan aquellas tierras en busca del sur. Odoacro, jefe de la tribu germánica de los hérulos, que pronto sería dueño y señor de toda Italia, sentía por él un gran respeto, además Gibuldo, rey de los alamanes le tenía "suma reverencia y afecto" y lo escuchaba con mucho respeto. San Severino se negó a ser nombrado obispo, fundó monasterios, rescató cautivos, sustentó a los pobres e incluso se mostró experto en cuestiones militares, organizando retiradas estratégicas.
Sintiéndose próximo a la muerte, San Severino llamó al rey Fleteo y a su hermano Federico de Nórica, que acudieron a Favianis para recoger el testamento del monje, pidiéndoles que respetasen la hacienda de sus súbditos y proveyeran los monasterios faltos de ayuda. Nórico había sido una de las últimas dependencias del Imperio romano en el siglo V, todavía controlada desde Italia en el momento de la caída de Rómulo Augústulo en 476. El año 482 en la fiesta de Epifanía, anunció su muerte, aconsejó a cristianos y religiosos su fidelidad al Evangelio entre las invasiones y, después de recibir el viático, murió santamente cuando sus acompañantes leían la última frase del último salmo de Biblia, el 150: Todo ser que tiene vida, alabe al Señor.
Un barrio de Viena, Sievering, le debe su nombre, y Austria le reconoce como su primer apóstol. Seis años más tarde, ante la irrupción de los bárbaros, sus cristianos descubren el cuerpo de San Severino, está incorrupto y, en una carreta, lo llevan hasta el Castrum Lucullanum en Nápoles; de allí pasaría en el 902 al monasterio napolitano de los santos Severino y Sossio. Después de la supresión de los monasterios de 1806, el arzobispo Michele Arcangelo Lupoli hizo trasladar los cuerpos de San Severino y San Sossio a la ciudad de Frattamaggiore (Nápoles). Actualmente, los restos mortales del santo se veneran junto a los de San Sossio en una capilla de la iglesia matriz de esta ciudad. Reliquias del santo también se veneran en la iglesia a él dedicada en San Severo (Foggia) y en la iglesia matriz de Striano (Nápoles).